# Tunesisch-Turkse betrekkingen
De Tunesisch-Turkse betrekkingen zijn bilaterale betrekkingen tussen Tunesië en Turkije. Tunesië heeft een ambassade in Ankara en een consulaat-generaal in Istanbul. Turkije heeft een ambassade in Tunis. Beide landen zijn lid van de Organisatie voor Islamitische Samenwerking, Unie voor het Middellandse Zeegebied en de Verenigde Naties.

## Geschiedenis
De diplomatieke betrekkingen tussen Turkije en Tunesië ontstonden in 1956, vlak nadat Tunesië onafhankelijk werd. Beide landen zijn volwaardig lid van de Unie voor het Middellandse Zeegebied. Sinds de Ottomaanse kolonisatie van Tunesië in het begin van de 16e eeuw hebben de landen sterke etnische en culturele banden. Doordat Tunesië al eeuwenlang onder Ottomaanse heerschappij staat, is ongeveer 25% van de Tunesiërs gedeeltelijk van creoolse Turkse afkomst. Beide landen ondertekenden op 15 september 2011 het Verdrag van Vriendschap en Samenwerking. Turkije hielp Tunesië na de Jasmijnrevolutie met financiële en technische hulp. Tunesië en Turkije hebben goede economische banden. Veel Tunesische handelaren kopen hun kleding en andere goederen voornamelijk uit Turkije. Turkije is bovendien een populaire toeristenbestemming voor Tunesiërs. Burgers van beide landen kunnen visumvrij tussen elkaar reizen. Turkije en Tunesië zijn bondgenoten onder de overeenkomst inzake belangrijke niet-NAVO-bondgenoten.

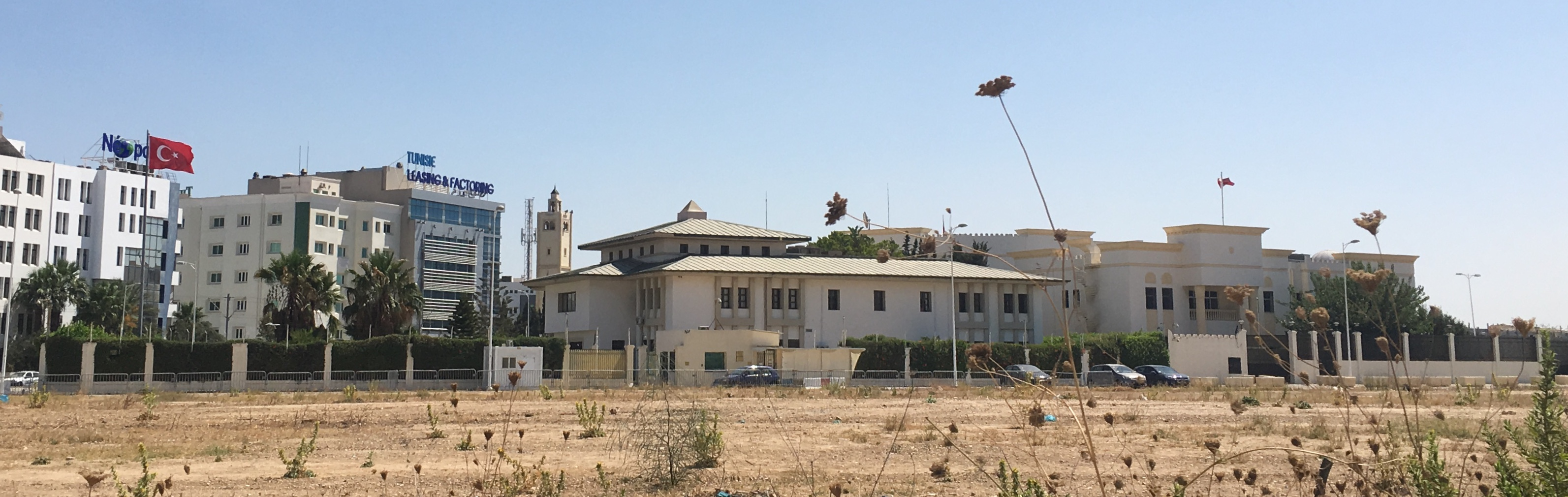
Ambassade van Turkije in Tunis.

Op 25 december 2012 ondertekenden de premiers van beide landen in Ankara een gezamenlijke verklaring over de oprichting van de High Level Strategic Cooperation Council (HLSCC) tussen Turkije en Tunesië. Met deze politieke verklaring legden de twee landen de juridische basis voor een nauwere bilaterale samenwerking en kwamen ze overeen om samen te werken op het gebied van politiek, veiligheid, leger, economie, wetenschap, technologie en handel.